# Bolitoglossa orestes
Espèce
Synonymes
- Bolitoglossa spongai Barrio-Amorós & Fuentes-Ramos, 1999

Statut de conservation UICN

 VU D2 : Vulnérable
Bolitoglossa orestes est une espèce d'urodèles de la famille des Plethodontidae.

## Répartition
Cette espèce est endémique de l'État de Mérida au Venezuela. Elle se rencontre dans les environs de Mérida et notamment dans les parcs nationaux de Sierra Culata et de Sierra Nevada. Elle est présente entre 2 000 et 3 500 m d'altitude.

## Taxinomie
Bolitoglossa spongai a été placée en synonymie avec Bolitoglossa orestes par Fermin, García-Gutiérrez, Escalona, Mora et Díaz en 2012.

## Publication originale
- Brame & Wake, 1962 : A new plethodontid salamander (genus Bolitoglossa) from Venezuela with redescription of the Ecuadorian B. palmata (Werner). Copeia, vol. 1962, no 1, p. 170–177.